# Allosmerus elongatus
Allosmerus elongatus is een  straalvinnige vissensoort uit de familie van spieringen (Osmeridae). De wetenschappelijke naam van de soort is voor het eerst geldig gepubliceerd in 1854 door Ayres.